# Цензура

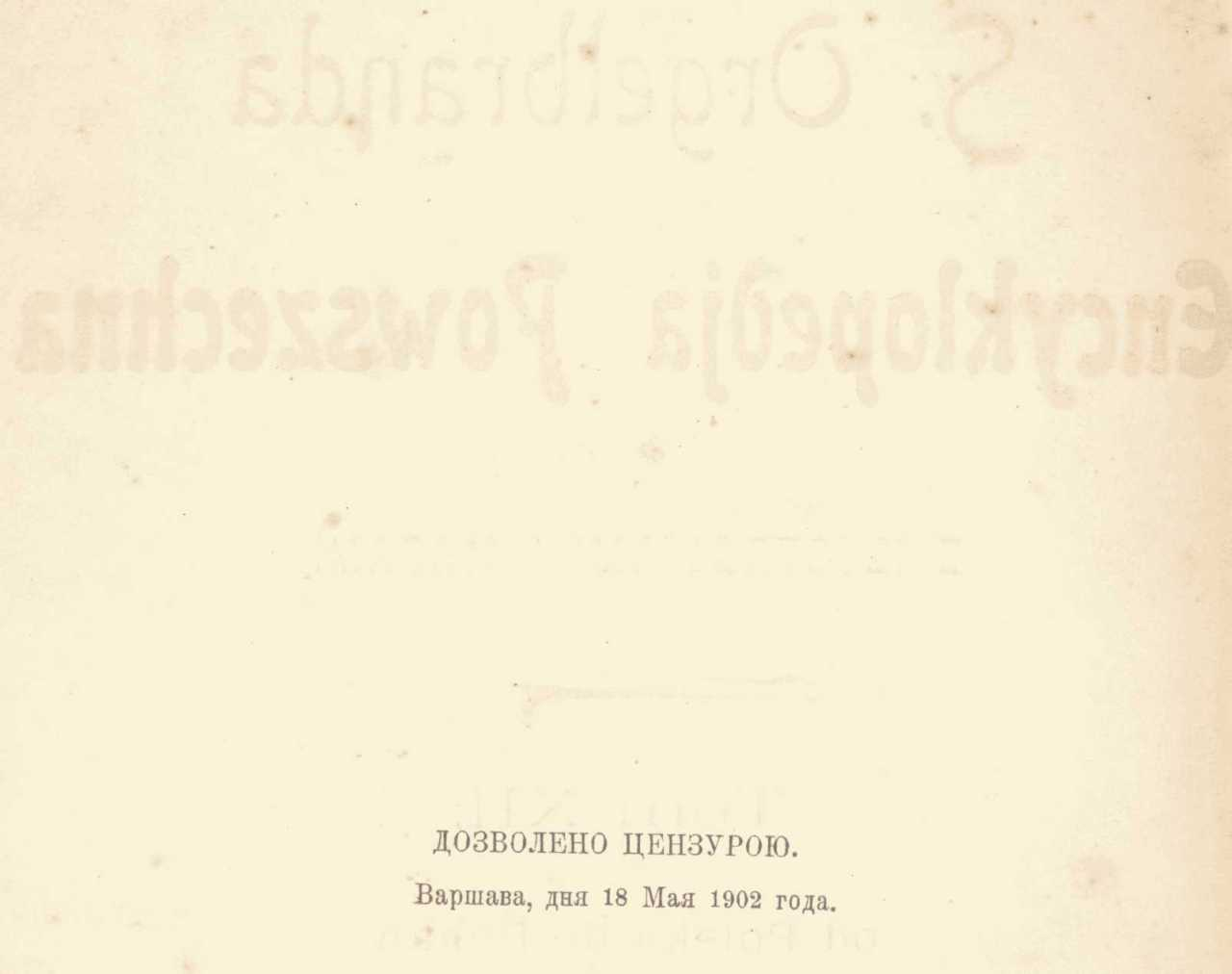
Дозволено цензурою. Варшава, дня 18 Мая 1902 года

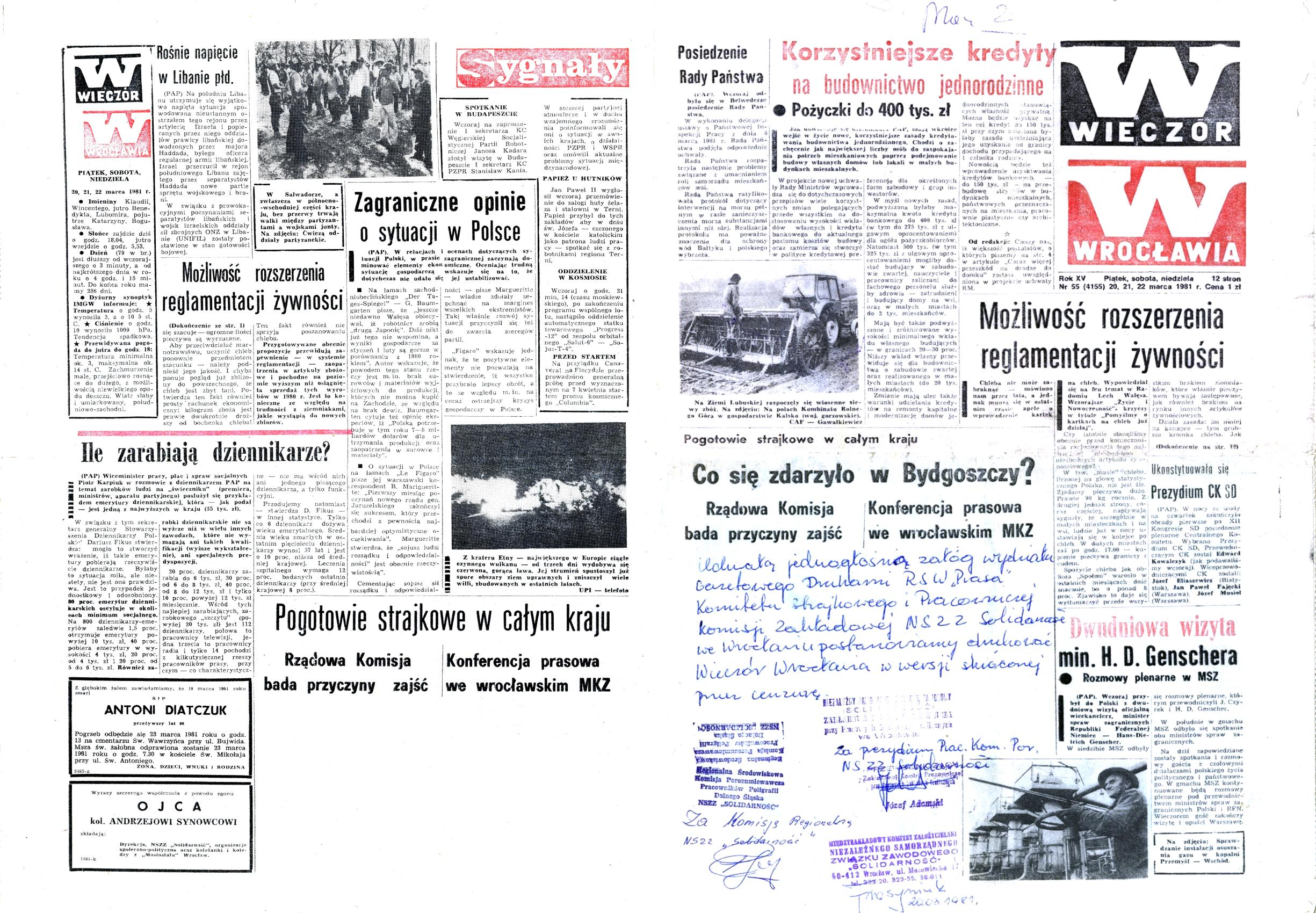
Цензура при коммунистическом правлении в Польше: Газета Wieczór Wrocławia от 20—22 марта 1981 года со снятой цензурой статьёй о профсоюзе «Солидарность» (под заголовками «Co zdarzyło się w Bydgoszczy?» («Что случилось в Быдгощи?»)

Цензу́ра (лат. censura — «строгое суждение, суровый разбор, взыскательная критика») — система надзора за содержанием и распространением информации, печатной продукции, музыкальных и сценических произведений, произведений изобразительного искусства, кино- и фотопроизведений, передач радио и телевидения, веб-сайтов и порталов, в некоторых случаях — частной переписки для ограничения либо недопущения распространения идей и сведений, признаваемых властями нежелательными.
Цензурой называют также органы светской или духовной власти, которые осуществляют такой контроль.

## Причины
Цензура — неотъемлемая функция любого государства, которое реализует систему запретов и ограничений, а также механизм пропаганды. В противовес этому в гражданском обществе действует общественное и правовое обеспечение свободы слова.
Исследователи отмечают существенную разницу между цензурой в демократических и тоталитарных государствах. В демократическом правовом государстве цензура призвана обеспечивать внутреннюю и внешнюю безопасность страны, стабильность государства и политического строя при условии соблюдения прав и свобод человека.
При тоталитарном характере власти роль цензуры существенно меняется. В таком государстве цензура осуществляет контрольно-запретительные, полицейские и манипулятивные функции, во многом совпадающие с функциями репрессивных органов. Цензура в тоталитарных государствах не только ограничивает распространение нежелательных сведений, но и вторгается в творческий процесс, профессиональную сферу и частную жизнь граждан.
Нобелевский лауреат Фридрих фон Хайек объясняет причины этого явления тем, что для существования тоталитарного строя необходимо, чтобы навязанные людям внешние для них убеждения стали их собственными, и всё общество жило единой целью. Он писал:

Чтобы люди безоглядно поддерживали общее дело, они должны быть убеждены, что как цель, так и средства выбраны правильно. Поэтому официальная вера, к которой надо приобщить всех, будет включать интерпретацию всех фактов, имеющих отношение к плану. А любая критика или сомнения будут решительно подавляться, ибо они могут ослабить единодушие.
[…]

В результате не останется буквально ни одной области, где не будет осуществляться систематический контроль информации, направленный на полную унификацию взглядов.

## Виды и формы

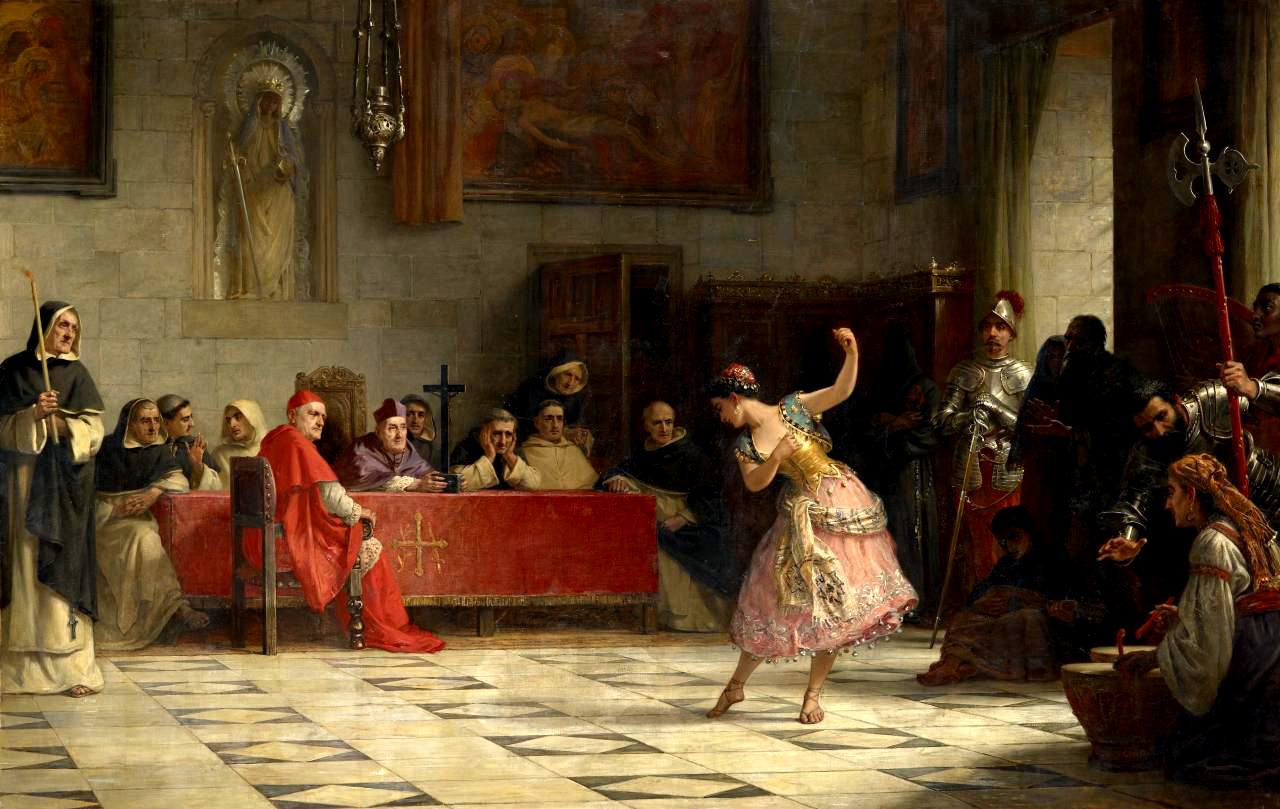
Эдвин Лонг — Вопрос пристойности (1870)

Исторически сложились такие виды цензуры по характеру регулируемой информации:
- военная
- государственная
- экономическая
- коммерческая
- политическая
- идеологическая
- нравственная
- духовная.

Цензура делится также на светскую и религиозную, а по типу носителей информации — на цензуру СМИ, книг, театра и кино, публичных выступлений, постов и комментариев в социальных сетях, перлюстрация переписки и т. д. Существуют и другие виды цензуры. Арлен Блюм отмечает «педагогическую цензуру» в отношении информации, допущенной к публикации, но ограниченной в распространении в определённых слоях общества, как то запрет на использование в качестве школьного чтения.

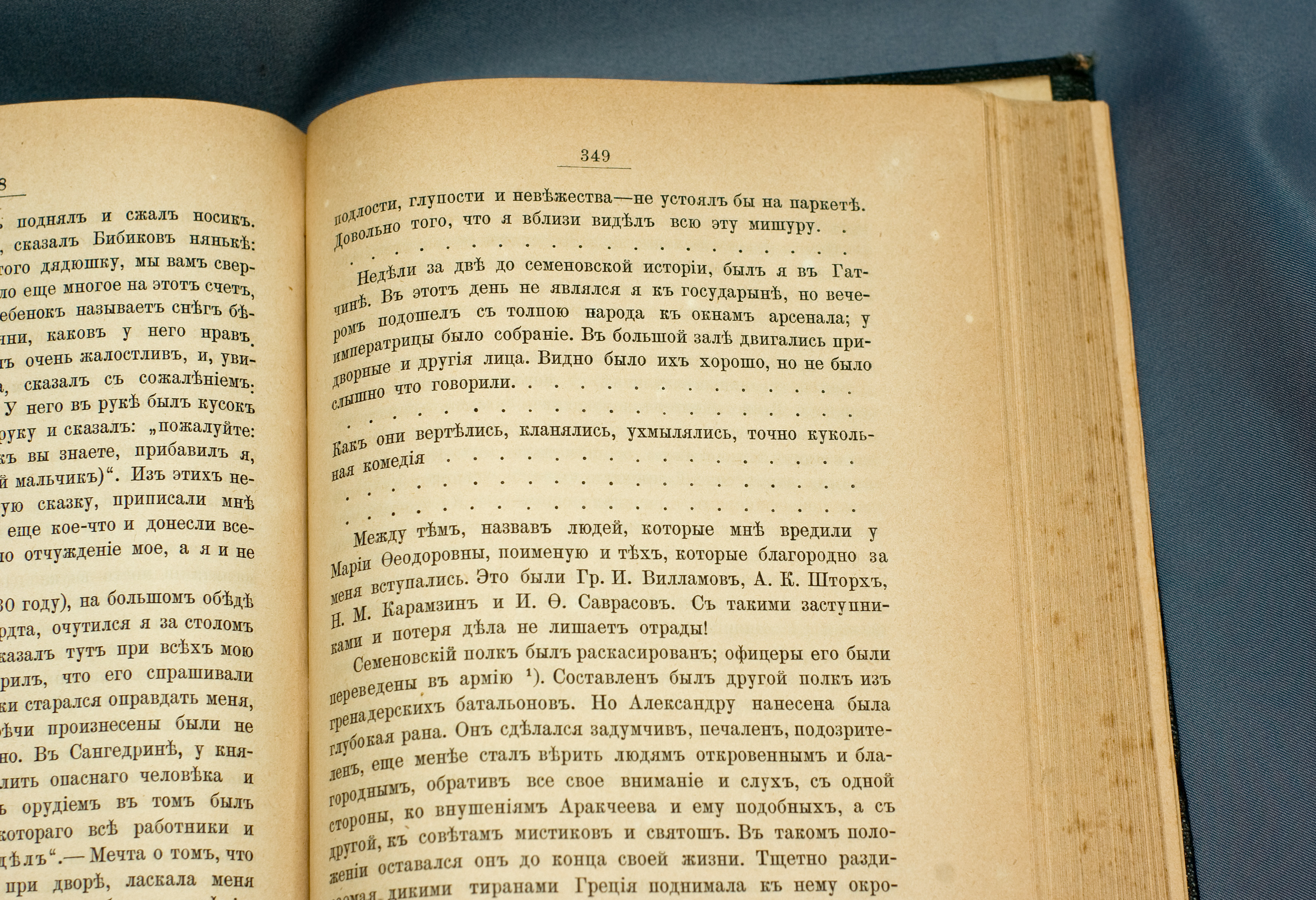
Цензура в русской книге 1886 года — цензурированные места заменены точками

По способам осуществления различаются цензура предварительная и цензура последующая (карательная).
При предварительной цензуре необходимо получить разрешение на выпуск в свет той или иной информации. Конкретная форма осуществления такой цензуры состоит в наличии некой формальной процедуры, согласно которой автор, исполнитель или издатель должен представить тексты, звуко- и видеозаписи, эскизы и прочее в государственный орган цензуры, чтобы получить разрешение на издание, исполнение, экспозицию, трансляцию по электронным каналам и так далее.
При последующей цензуре оценивается уже опубликованная информация и принимаются ограничительные либо запретительные меры в отношении конкретного издания или произведения: изъятие его из обращения, применение санкций в отношении физических или юридических лиц, нарушивших требования цензуры.
Карательная цензура налагает санкции на нарушителей цензурных требований. В России с 1865 по 1917 годы цензура рассматривала книги и журналы по их напечатании, но до выхода в свет. За нарушение цензурных правил налагался арест на издание, а автор и издатель привлекались к суду. Карательные функции имела и советская цензура.
Корпоративной цензурой называют согласование речей пресс-секретарей, сотрудников и деловых партнёров корпораций под угрозой денежных потерь, потери работы или потери доступа к рынку.
Существует также самоцензура как сознательное самоограничение автора в обнародовании информации на основе неких собственных соображений (например морально-нравственных ограничений, внутреннего конформизма) либо из боязни наказания за нарушение цензурных правил. Самоцензура из соображений конформизма или страха — одно из характерных проявлений деформации гражданского общества.

## История

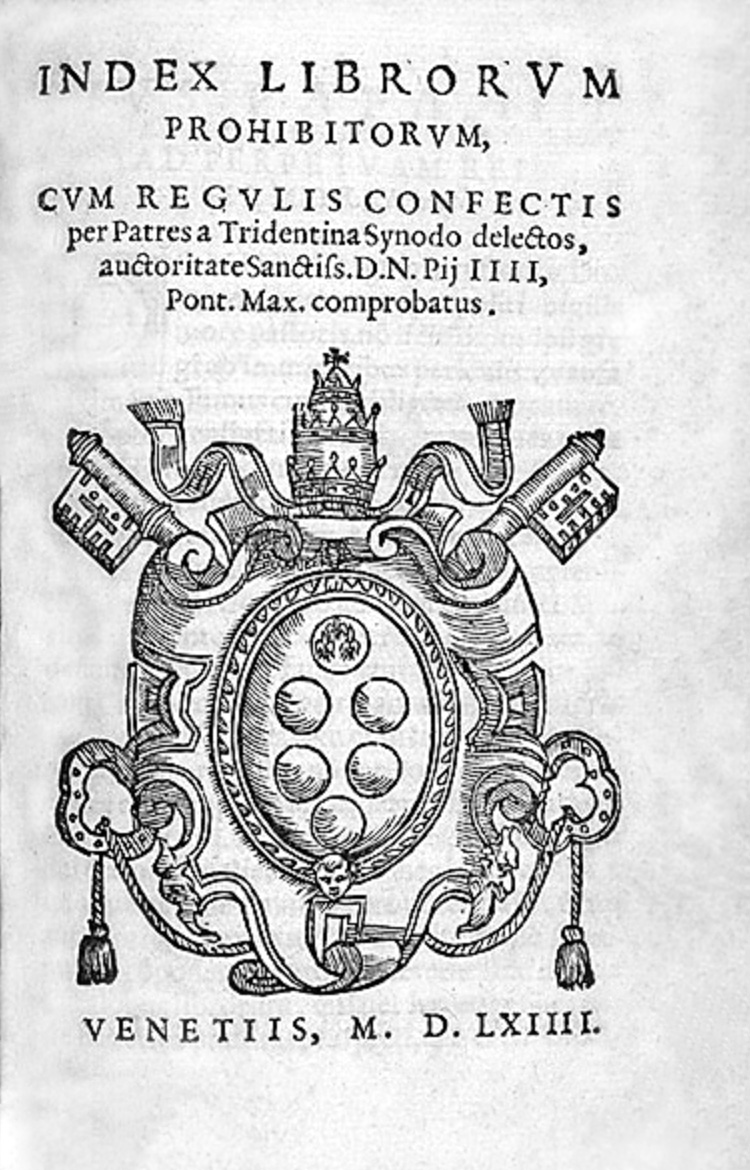
Индекс запрещённых книг, издание 1564 года

По мнению доктора исторических наук Т. М. Горяевой, цензура возникла в тот момент, когда группа людей, обладавшая властью и имуществом, стала навязывать свою волю остальным. Само слово «цензура» произошло от лат. census, что означало в Древнем Риме периодическую оценку имущества для разделения людей на сословия. Второе значение было связано с разделением по праву пользования привилегиями гражданства. Таким образом, по мнению Горяевой, древний цензор следил за благонадёжностью политической ориентации граждан.
Атрибутом государственной и религиозной власти цензура стала в эпоху античности. Краткая еврейская энциклопедия приводит в качестве примера уничтожение иудейским царём Иоакимом свитка пророчеств Иеремии (608—598 до н. э.). Энциклопедия Британника отмечает, что в Афинах (480—410 до н. э.) были сожжены книги философа Протагора о богах. Греческие комические драматурги позволяли себе ядовитые выпады в адрес реальных людей, поэтому Платон предлагал ввести комплекс запретов, ограждающих людей от вредного влияния художественных произведений. Он стал первым мыслителем, обосновавшим необходимость сочетания самоцензуры художника с предварительной общественной цензурой. Впоследствии цензура и репрессии за свободомыслие стали неотъемлемой частью политики Римской республики и Римской империи. В 213 году до н. э. китайский император Цинь Шихуанди приказал сжечь все книги, кроме медицинских, сельскохозяйственных и научных, чтобы защитить империю от предполагаемой опасности поэзии, истории и философии.
Первые цензурные списки восходят к неприемлемым апокрифическим книгам, перечень которых был составлен в 494 году н. э. при римском епископе (папе) Геласии I. Предварительная цензура на книги впервые была введена в 1471 году папой Сикстом IV. Далее последовали аналогичные решения папы Иннокентия VIII (1487) и Латеранского собора (1512).
Позднее, при папе Павле IV в 1557 году выпущен «Индекс запрещённых книг» (лат. «Index liborum prohibitorum») для инквизиционных трибуналов. Этот список был отменён только в 1966 году. А в 1571 году папа Пий V учредил лат. «Congrecatio Indicis», согласно которому ни один католик под страхом отлучения от церкви не мог читать или хранить книги, не входившие в указанный папой список. На кострах религиозной цензуры часто сжигали не только запрещённые книги, но и их авторов. Период церковной Реформации также отличался нетерпимостью к инакомыслию. Европейское общество того времени было заражено агрессивной ксенофобией, а власти поддерживали церковную цензуру административными, судебными и силовыми мерами.
Запрет на чтение определённых книг появился на Руси, начиная с Крещения Руси (первый сохранившийся список отрече́нных книг датируется 1073 годом).
В дальнейшем появились критики цензуры, например, Пьер Абеляр, Эразм Роттердамский и Мишель Монтень, которые начали выражать сомнение в её пользе и целесообразности. Сторонниками жёсткой формы цензуры были Бернард Клервоский, Мартин Лютер и Томмазо Кампанелла. В эпоху Просвещения философы и политики провозглашали идеи свободы слова, печати и собраний. Британский философ Томас Гоббс считал, что если церковный запрет не подтверждён государственным законом — он не более чем совет. Поэт Джон Мильтон, выступая в английском парламенте 16 июня 1643 года, впервые специально рассмотрел особенности цензуры как общественного института. Его критический трактат «Ареопагитика» приблизил отмену предварительной цензуры в Англии, которая произошла в 1695 году.
Большинство мыслителей Нового времени (например, Б. Констан, Д. С. Милль, А. де Токвиль и другие) считало, что из-за изменения исторических условий общественное мнение в значительной мере стало выполнять цензурные функции. К середине XIX века предварительная цензура была отменена в большинстве стран Европы. В Российской империи, напротив, начиная со второй половины XIX века (со времён правления Александра III) свобода печати значительно сократилась. Это время вошло в историю журналистики как эпоха большого количества репрессий в отношении издателей.
В конце XIX — начале XX века появились первые спецхраны, где складировалась литература с ограниченным доступом, а наряду с ними стали создаваться нелегальные или находящиеся за пределами страны библиотеки неподцензурной литературы. Впоследствии спецхраны увеличились во много раз и к концу существования СССР в некоторых из находилось до полумиллиона экземпляров книг и периодических изданий.

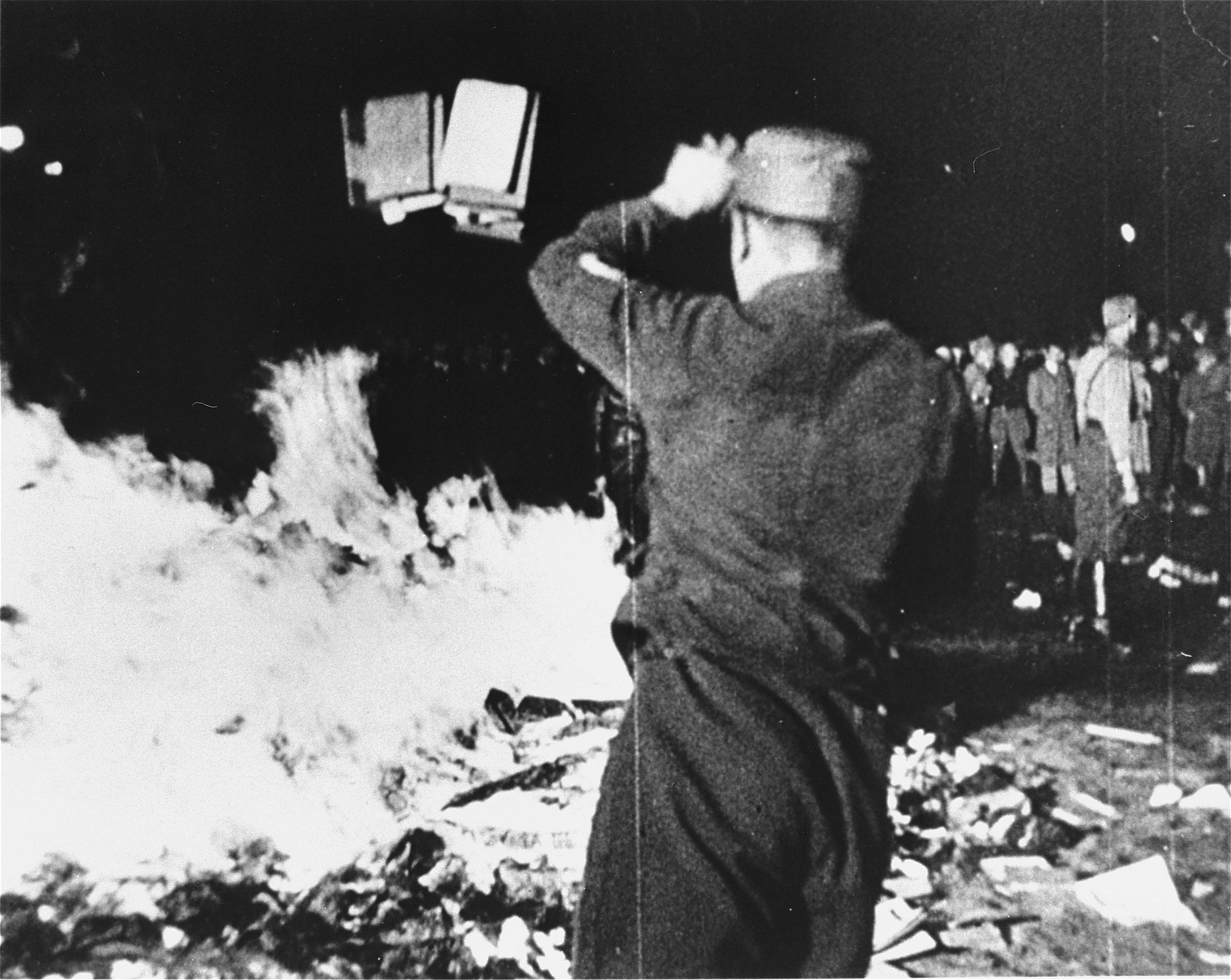
Сожжение книг в нацистской Германии 10 мая 1933 года

В XX веке тоталитарные режимы сделали цензуру частью репрессивного аппарата, массовой манипуляции и пропаганды. Советская цензура находилась под полным контролем коммунистической партии и носила идеологический характер. Нацистское министерство пропаганды держало под своим контролем все средства информации в Германии. Любое инакомыслие, противоречившее нацистским идеям или угрожавшее режиму, уничтожалось во всех опубликованных источниках.
В 2014 году правозащитница Агнес Каламан в своём выступлении в штаб-квартире ООН сказала:

Крупнейшие гуманитарные катастрофы, принесшие рукотворные страдания человечеству на протяжении веков, — инквизиция, работорговля, Холокост, советский ГУЛАГ, геноцид в Камбодже или Руанде — не только включали, но и фактически требовали абсолютного контроля над выражением мнения, мыслями, порой даже совестью… Ненависть нуждается в цензуре и поддерживается ею, а цензура, в свою очередь, необходима для взращивания подстрекательства к совершению зверских преступлений.

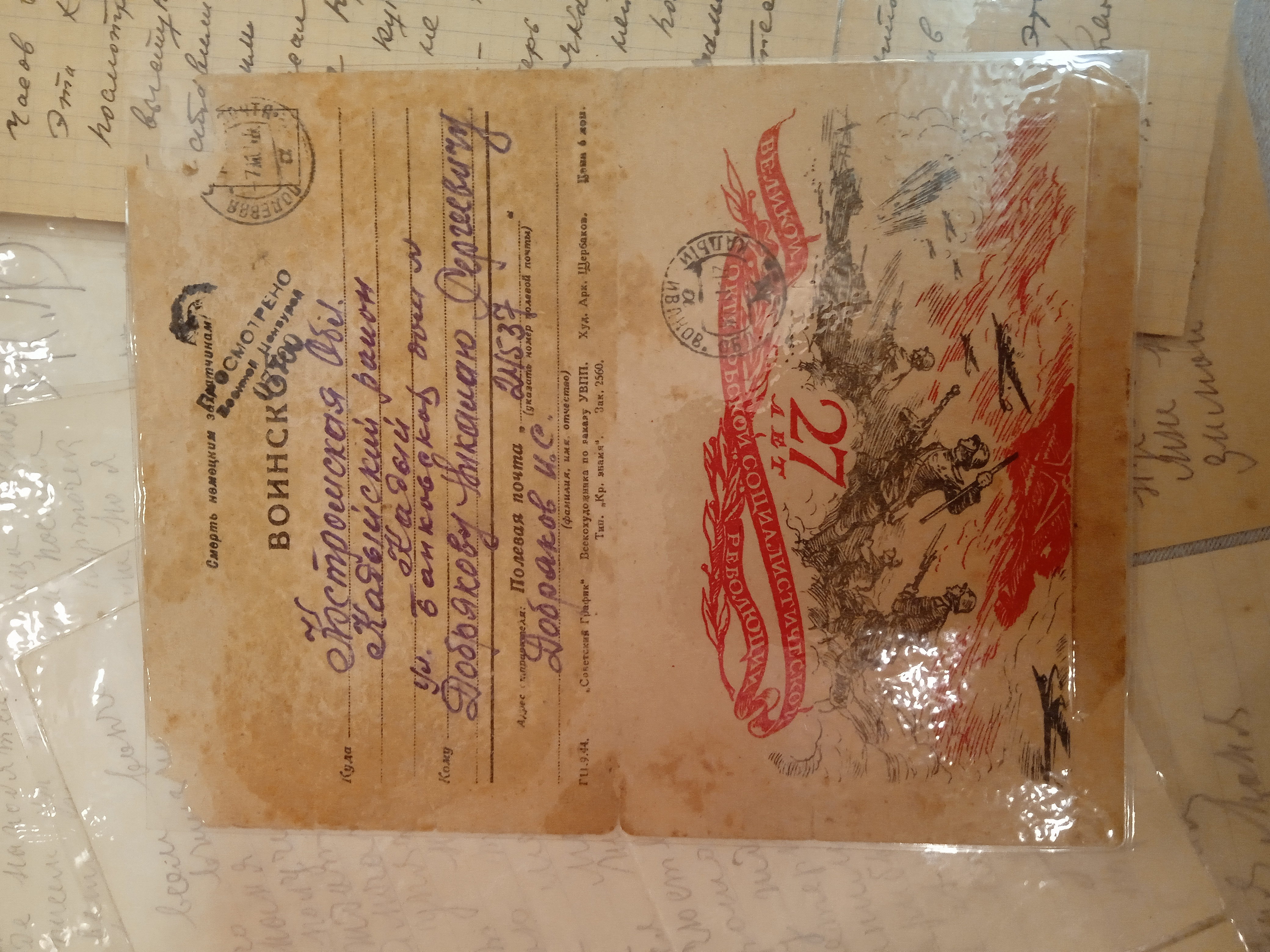
Письмо с фронта времён Великой Отечественной войны со штампом «просмотрено военной цензурой», Кадый, Костромская область

С появлением новых средств передачи информации (в частности, электронных — радио, телевидение, Интернет) возникли новые формы цензуры. Необходимость контроля за информацией, поступающей из-за границы, привела к появлению средств «глушения» радиопередач и интернет-цензуре. СССР проводил глушение «антисоветского радиовещания» почти 60 лет, с большой интенсивностью — 40 лет. Сложности цензурного контроля за информацией в сети интернет привели к тому, что некоторые страны (например, Китай и Северная Корея) осуществляют тотальный контроль за информацией, проходящей через стык национальных интернет-сетей с мировыми, а Иран заявлял, что планирует полностью изолировать внутреннюю сеть. Как отмечает Межправительственный совет Международной программы развития коммуникации ЮНЕСКО, международное законодательство разрешает предварительную цензуру только в исключительных обстоятельствах, таких как определённая угроза главным национальным интересам государства. Однако некоторые страны, подписавшие и ратифицировавшие международные договоры, касающиеся свободы слова, продолжают, тем не менее, налагать предварительный контроль, нарушая свои собственные законы или конституцию.
В 1988 году британский писатель индийского происхождения Салман Рушди опубликовал книгу «Сатанинские стихи». Исламские организации сочли её богохульной и кощунственной. В 1989 году духовный лидер Ирана аятолла Хомейни приговорил писателя к смерти и призвал мусульман всего мира исполнить эту фетву. На 2023 год смертный приговор за литературное произведение в отношении Рушди не отменён, и писатель живёт под охраной спецслужб.
Однако в некоторых демократических странах существуют цензурные ограничения демонстрации насилия и тем более призывы к нему, возрастные ограничения для информации сексуального характера и др. Согласно Европейской конвенции о защите прав человека и основных свобод от 1950 года, допускается ограничивать свободу прессы по соображениям национальной безопасности или для установления общественного порядка.

## Отношение к цензуре
Принципиально противоположные мнения в отношении цензуры высказывались уже с эпохи Просвещения. Противостояние по этому вопросу существовало также в немецкой классической философии. Иммануил Кант стоял на позиции свободы выражения личного мнения, а Гегель считал, что эта свобода должна регулироваться законом и полицейскими мерами.
Вводя различные формы цензуры, государственные органы, как правило, мотивируют это соображениями государственной безопасности, необходимостью борьбы с проявлениями экстремизма, распространением вредоносных идей, противодействием моральному разложению общества. Голоса в поддержку цензуры раздаются не только из государственных ведомств, но и от некоторых общественных и политических организаций, таких как партии, политические движения, церковь.
С другой стороны, по мнению критиков, цензура в действительности не решает социальные проблемы, а лишь помогает замалчивать их существование. К тому же, при росте числа авторов и наличии интернета, цензура становится просто нереальной.
Критики отмечают также, что призывы о введении цензуры нередко характеризуют бессилие государственных и общественных организаций решить те или иные социальные проблемы. Например, критики цензуры считают, что призывы религиозных организаций о введении в России «морально-нравственной цензуры», дабы не допускать падения морального духа нации, в действительности отражают неспособность религиозных организаций как-то влиять на моральный климат в обществе. С цензурой борется ряд международных организаций, например «Репортёры без границ».

## Обход цензурных ограничений
Методы обхода цензурных ограничений известны ещё со времён античности. Наиболее известным из них является эзопов язык — иносказание, намеренно маскирующее мысль автора. Для обхода цензурных ограничений информация может публиковаться и распространяться нелегально или за границей. Для преодоления фильтров в сети Интернет существуют и используются общедоступные технические решения.

## Цензура в произведениях культуры
Одним из наиболее известных отражений тоталитарной цензуры в художественной литературе стал роман-антиутопия Джорджа Оруэлла «1984». В романе цензурный орган под названием «Министерство правды» занимается фальсификацией прошлого, изменяя опубликованную ранее информацию под сиюминутные идеологические требования правящей партии.
В 1822 году А. С. Пушкин написал сатирическое стихотворение «Послание цензору», направленное против цензора (с 1821 по 1826 год) Александра Степановича Бирукова.